# Leijn Loevesijn
Leijn Loevesijn (* 2. ledna 1949 Amsterdam) je bývalý nizozemský reprezentant v dráhové cyklistice. 
Od patnácti let závodil za klub ASC Olympia, kde ho trénoval trojnásobný mistr světa Jan Derksen. Pracoval jako dělník v amsterdamském přístavu, třikrát vyhrál národní šampionát amatérů. Na Letních olympijských hrách 1968 získal s Janem Jansenem stříbrnou medaili na tandemu, skončil šestý v závodě na kilometr s pevným startem a byl čtvrtfinalistou sprinterské soutěže.
Po olympiádě začal závodit profesionálně. Na mistrovství světa v dráhové cyklistice získal v roce 1970 bronzovou medaili a o rok později se stal mistrem světa ve sprintu. V roce 1971 byl zvolen nizozemským cyklistou roku. Třikrát vyhrál dráhařskou Velkou cenu Amsterdamu (1971-1973), jednou Velkou cenu Antverp a osmkrát se stal profesionálním mistrem Nizozemska. Kariéru ukončil v roce 1976. Byl pak zaměstnán na vodohospodářském odboru amsterdamské radnice, cyklistice se věnoval i nadále jako trenér a řidič derny.